# Туфень (Прахова)
Туфень, Туфені (рум. Tufeni) — село у повіті Прахова в Румунії. Адміністративно підпорядковане місту Бейкой.
Село розташоване на відстані 72 км на північ від Бухареста, 20 км на північний захід від Плоєшті, 68 км на південь від Брашова.

## Населення
За даними перепису населення 2002 року у селі проживали 1216 осіб, усі — румуни. Усі жителі села рідною мовою назвали румунську.